# Юсуф Ат-Тунаян
Юсуф Ат-Тунаян (араб. يوسف الثُنيان‎, нар. 18 листопада 1963, Ер-Ріяд) — саудівський футболіст, що грав на позиції півзахисника за клуб «Аль-Гіляль» та національну збірну Саудівської Аравії.
У складі збірної двічі вигравав континентальну першість Азії — у 1988 і 1996 роках.

## Клубна кар'єра
У дорослому футболі дебютував 1983 року виступами за команду клубу «Аль-Гіляль», кольори якої і захищав протягом усієї своєї кар'єри гравця, що тривала дев'ятнадцять років. 

## Виступи за збірну
1986 року дебютував в офіційних матчах у складі національної збірної Саудівської Аравії. Протягом кар'єри у національній команді, яка тривала 13 років, провів у формі головної команди країни 81 матч.
У складі збірної був учасником кубка Азії з футболу 1988 року у Катарі, здобувши того року титул переможця турніру, розіграшу Кубка конфедерацій 1992 року у Саудівській Аравії, де разом з командою здобув «срібло», кубка Азії з футболу 1996 року в ОАЕ, удруге ставши чемпіоном Азії, а також чемпіонату світу 1998 року у Франції.

## Титули і досягнення
- Срібний призер Азійських ігор: 1986
- Володар Кубка Азії: 1988, 1996
- Срібний призер Кубка Азії: 1992
- Переможець Кубка арабських націй: 1998